# Пробуждение (сериал, 2012)
«Пробуждение» (англ. Awake) — американский телесериал 2012 года в жанре детектива, драмы и фантастики. В главной роли — Джейсон Айзекс. Премьера состоялась 1 марта 2012 года на канале NBC. 11 мая канал закрыл телесериал.

## Сюжет
Полицейский детектив из Лос-Анджелеса Майкл Бриттен вместе со своей семьёй попадает в жестокую автокатастрофу, после которой начинает жить в двух переменных параллельных жизнях: в одной со своей женой Ханной, в другой с сыном Рексом. При этом он не знает, какая из «реальностей» является сном, а какая нет, т.к. обе выглядят совершенно реальными. Вскоре Майкл начинает пользоваться своим состоянием в работе, часто находя в одной реальности улики, которые помогают в другой. Параллельно он пытается наладить отношения с сыном, который после смерти матери находится в депрессии, и ходит к двум разным психотерапевтам, которые относятся к его ситуации весьма по-разному.

## В ролях
Чтобы различать две реальности, Бриттен носит разные резиновые браслеты в каждой реальности: красный, в которой его жена жива, и зелёный, в которой его сын жив. Цветовые гаммы этих миров тоже отличаются.
- Майкл Бриттен (Джейсон Айзекс) — полицейский детектив, живущий в двух реальностях. Очень честен, умён и проницателен, но немного дезорганизован, так как поочерёдное пребывание в двух разных мирах часто его путает. Для создания иллюзии контроля придумал себе ежедневные действия, которые тоже иногда путает. Категорически отказывается принимать какие-либо препараты, так как не желает отвергать возможность быть с одним членом семьи в пользу другого.
- Ханна Бриттен (Лора Аллен) — жена Майкла и мать Рекса. Пытается убежать от прошлого и начать жить заново, но новые детали, связанные с Рексом, не позволяют ей это сделать. Тем не менее, старается всегда быть весёлой, пряча скорбь по сыну глубоко внутри. В «Зелёной» реальности отсутствует по причине гибели в аварии.
- Рекс Бриттен (Дилан Миннетт) — сын Майкла и Ханны. Очень скучает по матери, из-за чего стал эмоционален и агрессивен. По этой же причине поначалу имеет несколько напряжённые отношения с отцом, но в процессе сериала они заново сближаются, что помогает Рексу смягчиться. В «Красной» реальности отсутствует по причине гибели в аварии.
- Детектив Эфрем Вега (Уилмер Вальдеррама) — напарник Бриттена в «Красной» реальности, недавно получивший повышение, чтобы присматривать за Майклом. Поначалу из-за этого они имеют напряжённые отношения, но в итоге становятся друзьями. В «Зелёной» реальности он обычный офицер, несколько раз встречающийся по ходу сюжета.
- Детектив Исайя «Бёрд» Фриман (Стив Харрис) — давний друг и напарник Бриттена. В «Зелёной» реальности продолжает с ним работать, в «Красной» переведён на другой участок и заменён Вегой.
- Доктор Джонатан Ли (Би Ди Вонг) — терапевт Бриттена в «Красной» реальности. Саркастично относится к его раздвоению реальности и настойчиво пытается убедить его отказаться от реальности Рекса.
- Доктор Джудит Эванс (Черри Джонс) — терапевт Бриттена в «Зелёной» реальности. Искренне желает помочь ему и считает его положение интересным.
- Тара (Михаэлла Макманус) — тренер Рекса по теннису, бывшая лучшая подруга Ханны. В «Красной» реальности не появляется.
- Триша Харпер (Лора Иннес) — капитан полицейского участка, в котором работает Майкл. Связана с аварией, унёсшей жизни Ханны и Рекса.
- Коул (Логан Миллер) — лучший друг Рекса. Появляется в четырёх сериях.
- Эмма (Даниэла Бобадилья) — девушка Рекса. Забеременела от него незадолго до аварии. В «Красной» реальности находится на пятом месяце, в «Зелёной» у неё случается выкидыш.

## Производство
Сериал создан автором «Одинокой звезды» Кайлом Килленом. Исполнительным продюсером является Говард Гордон, работавший над сериалами «24 часа» и «Родина». Режиссёр фильма «Сумерки. Сага. Затмение» Дэвид Слэйд стал продюсером и режиссёром пилотного эпизода сериала.

## Отзывы
Сериал получил положительные отзывы кинокритиков, рейтинг на Metacritic составляет 74 из 100. Первую серию посмотрели 6,24 миллиона американцев. Вторую — почти на 2 миллиона меньше. C третьей серии, которую посмотрели 5,12 миллиона зрителей, аудитория сериала продолжает уменьшаться.

## Эпизоды
| № | Название                                                                | Режиссёр          | Автор сценария                                            | Дата премьеры  | Произв. код | Зрители в США (млн) |
| --- | ----------------------------------------------------------------------- | ----------------- | --------------------------------------------------------- | -------------- | ----------- | ------------------- |
| 1 | «Pilot» «Пилот»                                                         | Дэвид Слэйд       | Кайл Киллен                                               | 1 марта 2012   | 1ATR79      | 6,24                |
| После автокатастрофы детектив Майкл Бриттен проживает жизнь в двух различных реальностях: одну, в которой погибла его жена, и другую, в которой умер его сын. Он занимается расследованием похищения девочки в одной реальности и убийствами таксистов в другой. |                                                                         |                   |                                                           |                |             |                     |
| 2 | «The Little Guy» «Коротышка»                                            | Джеффри Рейнер    | Кайл Киллен                                               | 8 марта 2012   | 1ATR01      | 4,33                |
| Свидетель по делу об убийстве бездомного рассказывает Бриттену и его партнёру-новичку Веге, что на месте преступления им был замечен «маленький паренёк». Перенеся эту подсказку в другую реальность, Бриттен своим внезапным интересом к росту подозреваемых в деле об отравлении ставит в тупик своего напарника детектива Бёрда. Поведение Бриттена беспокоит его непосредственную начальницу Тришу Харпер. |                                                                         |                   |                                                           |                |             |                     |
| 3 | «Guilty» «Виновен»                                                      | Джеффри Рейнер    | Говард Гордон и Эван Кац                                  | 15 марта 2012  | 1ATR02      | 5,12                |
| Из тюрьмы бежит заключённый, которого когда-то посадил Бриттен. Рекс, сын Бриттена, похищен и удерживается в заброшенном доме в пустыне. |                                                                         |                   |                                                           |                |             |                     |
| 4 | «Kate is Enough» «Разные судьбы»                                        | Сара Пиа Андерсон | Кайл Киллен                                               | 22 марта 2012  | 1ATR08      | 4,73                |
| В обеих реальностях Бриттен работает над двумя разными делами, и обстоятельства сводят детектива с бывшей няней Рекса. |                                                                         |                   |                                                           |                |             |                     |
| 5 | «Oregon» «Орегон»                                                       | Аарон Липстадт    | Лиза Зверлинг                                             | 29 марта 2012  | 1ATR03      | 3,18                |
| Детектив Бриттен во время пробежки обнаруживает тело мертвого человека. Он подозревает, что несчастный стал жертвой известного маньяка-убийцы. К расследованию подключают эксперта из ФБР. Вскоре, следуя своему чутью и опираясь на „подсказки“ в разных реальностях, Бриттен выходит на пустой склад, где и натыкается на убийцу. Его нелогичные умозаключения, которые он приводит, объясняя, как вышел на склад, дают повод агенту ФБР и капитану Харпер сомневаться в правдивости его ответов. Тем временем Ханна готовится переехать в Орегон. |                                                                         |                   |                                                           |                |             |                     |
| 6 | «That's Not My Penguin» «Это не мой пингвин»                            | Скотт Винант      | Кайл Киллен и Ноэль Вальдивия                             | 5 апреля 2012  | 1ATR04      | 2,56                |
| Детектив Бриттен участвует в операции по освобождению заложников, пациентов и медперсонала психиатрической лечебницы. Он вступает в переговоры с подозреваемым, и тот насильно вводит ему какой-то наркотический препарат. Теперь Бриттен видит в обеих реальностях галлюцинации... |                                                                         |                   |                                                           |                |             |                     |
| 7 | «Ricky's Tacos» «Тако Рикки»                                            | Адам Дэвидсон     | Сюжет: Кайл Киллен Телесценарий: Говард Гордон и Эван Кац | 12 апреля 2012 | 1ATR05      | 2,68                |
| У закусочной «Тако Рикки» Бриттену слышатся рекомендация вспомнить дело, которое он расследовал незадолго до рокового дня. Внимание, которое вновь стал проявлять Бриттен к этому делу, не по нраву капитану Харпер и её „знакомым“. Одновременно с этим Бриттен ведет дело о самоубийстве девушки-подростка и убийстве трехлетней давности гватемальского гастарбайтера. |                                                                         |                   |                                                           |                |             |                     |
| 8 | «Nightswimming» «Ночное плавание»                                       | Джеффри Рейнер    | Леонард Чанг и Дэйви Холмс                                | 19 апреля 2012 | 1ART06      | 2,80                |
| Помогая женатой паре подготовиться к жизни в программе по защите свидетелей, детектив Бриттен осознает, что скоро начнет новую жизнь с Ханной в Орегоне. Тем временем детективу Веге представляют Джейка, который долгое время работал на детектива Бриттена в качестве информатора, и теперь не хочет работать с Вегой. |                                                                         |                   |                                                           |                |             |                     |
| 9 | «Game Day» «День игр»                                                   | Майкл Вэксман     | Говард Гордон и Дэвид Грациано                            | 26 апреля 2012 | 1ATR07      | 2,21                |
| Напряженность между болельщиками разных футбольных команд приводит к преступлениям в двух реальностях Бриттена. В одной реальности происходит убийство на стоянке стадиона, а в другой - игрока сжигают. Между тем Рекс страдает от разбитого сердца после расставания со своей девушкой Эммой. |                                                                         |                   |                                                           |                |             |                     |
| 10 | «Slack Water» «Стоячая вода»                                            | Ник Гомес         | Ноэль Вальдивия                                           | 3 мая 2012     | 1ATR09      | 2,15                |
| Детектив Бриттен и «Бёрд» расследуют случай группового насилия. Тем не менее, в другой реальности Бриттена доказательства указывают на нечто более глубокое. Между тем Ханна пытается поговорить с Эммой, девушкой Рекса, насчет сложившейся ситуации. |                                                                         |                   |                                                           |                |             |                     |
| 11 | «Say Hello to My Little Friend» «Скажи „Привет“ моему маленькому другу» | Лора Иннес        | Кайл Киллен и Леонард Чанг                                | 10 мая 2012    | 1ATR10      | 2,51                |
| Необычный сон нарушает способность Бриттена переключаться между реальностями, и таинственный человек причиняет ему страдания. Капитан Харпер становится все более обеспокоена насчет странного поведения Бриттена. |                                                                         |                   |                                                           |                |             |                     |
| 12 | «Two Birds» «Две пташки»                                                | Милан Чейлов      | Эван Кац, Говард Гордон и Дэйви Холмс                     | 17 мая 2012    | 1ATR11      | 2,10                |
| Поняв правду об аварии, детектив Бриттен решает принять свои собственные меры и идет против детектива Хокинса. Между тем, когда детективу Веге задают вопросы о его напарнике, он начинает сомневаться в искренности намерений капитана Харпер. |                                                                         |                   |                                                           |                |             |                     |
| 13 | «Turtles All the Way Down» «Повсюду черепахи»                           | Мигель Сапочник   | Кайл Киллен, Леонард Чанг и Ноэль Вальдивия               | 24 мая 2012    | 1ATR12      | 2,87                |
| Бриттен узнает всю правду об аварии и заговоре, угрожающем обеим реальностям. Он направляется к детективу Хокинсу и едва не гибнет, но в итоге ему удаётся разоблачить всех виновных. В конце Доктор Ли и доктор Эванс заставляют Бриттена делать выбор, но всё решается само: посреди разговора доктор Эван застывает во времени, и Майкл, выйдя из её кабинета, обнаруживает себя в своём доме, а Ханна и Рекс оба живы и ждут его на завтрак. Майкл с облечением закрывает глаза.                                                                 |                                                                         |                   |                                                           |                |             |                     |

## Российский ремейк
1 июля 2021 года состоялась премьера российской адаптации сериала, в которой главную роль исполнил Евгений Миронов. В отличие от оригинала, в ремейке финал более однозначный.